# Volo
Volo est un groupe de chanson française, composé des deux frères Volovitch, Frédéric et Olivier. Le nom du groupe est inspiré de leur patronyme ukrainien. Frédéric Volovitch était également chanteur et guitariste au sein des Wriggles jusqu'à la dissolution du groupe en 2009. Olivier en était le régisseur (à la reformation des Wriggles en 2018, ni l'un ni l'autre n'est reparti avec le groupe).

## Biographie
Les frères Volovitch sont originaires de Tours. L'aîné, Frédéric, est diplômé du conservatoire de la rue Blanche à Paris et décide de former un groupe avec quatre amis : Les Wriggles. Olivier a suivi des études de philosophie mais touche un peu à tout, puisqu'on le retrouve à la régie générale lors des concerts du groupe de son frère,.
En 2001, alors que la carrière des Wriggles décolle (ils viennent de signer chez Atmosphériques) ils décident ensemble de se lancer dans un nouveau groupe qui sera dans un premier temps un duo. Ils commencent à composer et, à la suite d'un concert en 2002 à Saint-Étienne en première partie de Bénabar, sont révélés à la presse spécialisée. Le groupe est signé par le label Opera-Music, qui édite leur premier album studio en 2005. Bien Zarbos est un album de seize titres, d'abord disponible par correspondance via le site internet de leur label. Ils multiplient alors les concerts avec une préférence pour la salle parisienne du théâtre des Blancs-Manteaux et en juin 2005, décident d'enregistrer un album en public et en acoustique. Ils enregistrent donc en deux jours les vingt morceaux de l'album Blancs Manteaux à Volo. Pour remercier le public des deux concerts, ils prennent en photo la salle depuis la scène et font apparaître ces photos dans la pochette de l'album.
En août 2006, deux membres fondateurs des Wriggles (Antoine Réjasse et Franck Zerbib) décident de quitter le groupe, les membres restants choisissent de continuer, dont Frédéric, en parallèle avec Volo. Au fur et à mesure des concerts, ils prennent l'habitude de se faire accompagner sur scène par d'autres musiciens comme Théo Girard à la contrebasse ou Hugo Barbet à la guitare. En novembre 2006, ils se produisent dans la salle du Trianon à Paris avec en première partie, Noof qui n'est autre que Stéphane Gourdon des Wriggles. Jours heureux, le deuxième album studio, est édité en mai 2007 et publié, comme le précédent, par le label Opera-Music. Il est suivi l'année suivante par le EP Bref..., disponible sur le web et avec l'album Jours heureux. Le 3e album studio, En attendant, sort en 2009. L'année suivante, la compilation C'est pas tout ça (en référence à la chanson du même nom sur Jours heureux) rassemble 14 morceaux déjà parus, ainsi que des inédits.
Le titre Toujours à côté sort en single en novembre 2012. Il figure sur leur quatrième album, Sans rire, édité par le label Play On en mars 2013. La chanson ayant donné son titre à l'album sort également en single. En 2013, ils participent à l'album Recto Verso de Zaz. En 2015, ils composent la chanson Comme elle te ressemble pour l'album Blanc, de Julie Zenatti. L'album Chanson française est sorti le 27 janvier 2017. Il obtient l'un des 15 Coups de Cœur 2017 décernés par le groupe Chanson de l'Académie Charles-Cros le 14 avril 2017 au Théâtre de Pézenas dans le cadre du Printival Boby Lapointe.
Leur dernier album, intitulé Avec son frère, sort le 13 mars 2020, au label At(h)ome. Leur tournée est repoussée à la suite de la pandémie de Covid-19.

## Style musical et influences
Toujours accompagnés de leur guitares les deux frères jouent avec le mélange des styles, entre musiques rythmés aux allures funky et ballades minimalistes, le groupe a su créer un univers clairement reconnaissable. Leurs textes peignent souvent avec beaucoup de sensibilité les problématiques du monde moderne (C'est leur guerre) ou des thématiques plus intimes (Fiston). On y retrouve à la fois une grande simplicité et une grande sincérité dans leur proximité avec l'auditeur.